# Jon Bernthal
Jon Bernthal, właśc. Jonathan Edward Bernthal (ur. 20 września 1976 w Waszyngtonie) – amerykański aktor filmowy i telewizyjny. Wystąpił jako Shane Walsh w serialu Żywe trupy oraz jako tytułowy bohater serialu Punisher.

## Życiorys

### Wczesne lata

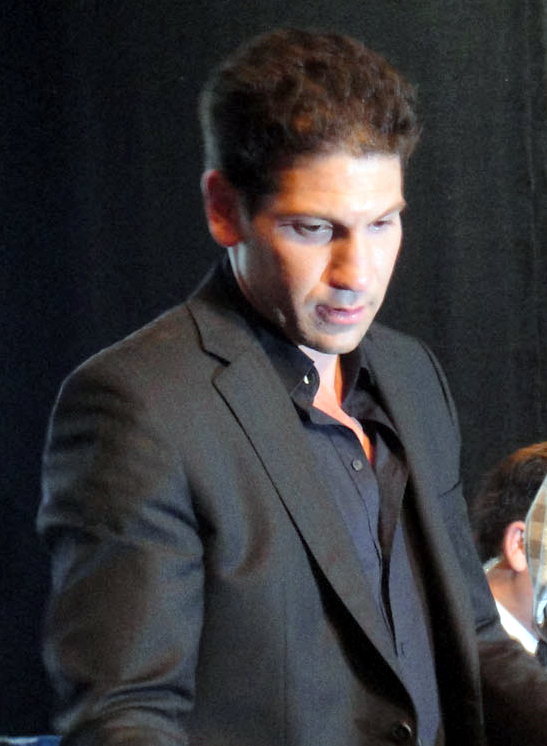
Jon Bernthal (2011)

Syn Joan Lurie z domu Marx i Erica Lawrence’a „Ricka” Bernthala. Urodził się i dorastał w Waszyngtonie w stanie Waszyngton w rodzinie Żydów aszkenazyjskich. Wychowywał się z bratem Thomasem w Cabin John. W 1995 ukończył Sidwell Friends School. Naukę kontynuował w Skidmore College. Następnie studiował aktorstwo w szkole artystycznej Moskiewskiego Akademickiego Teatru Artystycznego w Rosji, gdzie grał również jako zawodowy baseballista w ramach europejskiej zawodowej federacji baseballu. Podczas pobytu w Moskwie został zauważony przez dyrektora Institute for Advanced Theatre Training na Uniwersytecie Harvarda przy American Repertory Theater, gdzie w 2002 uzyskał dyplom Master of Fine Arts. Po ukończeniu studiów wystąpił w wielu przedstawieniach regionalnych i na off-Broadwayu, w tym z własnym nagradzanym zespołem teatralnym Fovea Floods, założonym w 1998 przez studentów i absolwentów Skidmore College w Saratoga Springs w stanie Nowy Jork.

### Kariera
W 2002 zadebiutował w filmie w roli głównej Manny’ego w komedii romantycznej Mary/Mary, a także pojawił się jako Lane Ruddock w jednym z odcinków serialu kryminalnego NBC Prawo i porządek: Zbrodniczy zamiar. Od 18 września 2006 do 5 marca 2007 grał postać Duncana Carmella w sitcomie CBS Nasza klasa. Rola Shane’a Walsha w serialu AMC Żywe trupy (2010–2012, 2018) przyniosła mu nominację do Scream Award w kategorii przełomowa rola. Za kreację Franka Castle’a / Punishera w serialu Netflix Punisher (2017–2019) był dwukrotnie (w 2018 i 2019) nominowany do Saturna dla najlepszego aktora telewizyjnego.
Był na okładkach takich magazynów jak „Esquire” (w marcu 2018) i „Men’s Health” (w lutym 2019).

## Życie prywatne
25 września 2010 ożenił się z Erin Angle, z którą ma troje dzieci: synów: Henry’ego (ur. 2011) i Billy’ego (ur. 2013) oraz córkę Adeline (ur. 2015).

## Filmografia

### Filmy
| Rok  | Tytuł                              | Rola                    |
| ---- | ---------------------------------- | ----------------------- |
| 2002 | Mary/Mary                          | Manny                   |
| 2004 | Wesele Tony’ego i Tiny             | Dominic Fabrizzi        |
| 2006 | World Trade Center                 | Christopher Amoroso     |
| 2007 | Dzień zero                         | James Dixon             |
| 2008 | Bar Starz                          | Donnie Pitron           |
| 2008 | A Line in the Sand                 | Banzai                  |
| 2009 | Noc w muzeum 2                     | Al Capone               |
| 2010 | Autor widmo                        | Rick Ricardelli         |
| 2010 | Nocna randka                       | młody mężczyzna         |
| 2011 | Brudny glina                       | Dan Morone              |
| 2013 | Infiltrator                        | Daniel James            |
| 2013 | Wilk z Wall Street                 | Brad Bodnick            |
| 2013 | Legendy ringu                      | B.J. Rose               |
| 2014 | Furia                              | Grady „Coon-Ass” Travis |
| 2015 | Earl i ja, i umierająca dziewczyna | pan McCarthy            |
| 2015 | Sicario                            | Ted                     |
| 2015 | We Are Your Friends                | Paige Morrell           |
| 2016 | Justice League vs. Teen Titans     | Trigon (głos)           |
| 2016 | Księgowy                           | Braxton Wolff           |
| 2017 | Wind River. Na przeklętej ziemi    | Matt Rayburn            |
| 2017 | Baby Driver                        | Griff                   |
| 2017 | Sweet Virginia                     | Sam Rossi               |
| 2017 | Pilgrimage                         | The Mute                |
| 2017 | Shot Caller                        | Frank 'Shotgun'         |
| 2018 | Wdowy                              | Florek Gunner           |
| 2019 | Le Mans ’66                        | Lee Iacocca             |
| 2019 | Sokół z masłem orzechowym          | Mark                    |
| 2020 | Small Engine Repair                | Terrance Swaino         |
| 2020 | Viena and the Fantomes             | Monroe                  |
| 2021 | King Richard                       | Rick Macci              |
| 2021 | Ci, którzy życzą mi śmierci        | Ethan Sawyer            |
| 2021 | Wszyscy święci New Jersey          | Johnny Boy Soprano      |
| 2021 | Niewybaczalne                      | Blake                   |
| 2025 | Księgowy 2                         | Braxton Wolff           |

### Seriale telewizyjne
| Rok  | Tytuł                         | Rola                      |
| ---- | ----------------------------- | ------------------------- |
| 2005 | CSI: Kryminalne zagadki Miami | Harry Klugman             |
| 2006 | Nasza klasa                   | Duncan Carmello           |
| 2009 | Eastwick                      | Raymond Gardener          |
| 2010 | Pacyfik                       | sierżant Manuel Rodriguez |
| 2010 | Żywe trupy                    | Shane Walsh               |
| 2013 | Mob City                      | Joe Teague                |
| 2015 | Show Me a Hero                | Michael H. Sussman        |
| 2015 | SuperMansion                  | Rat-A-Pult (głos)         |
| 2016 | Daredevil                     | Frank Castle / Punisher   |
| 2017 | Punisher                      | Frank Castle / Punisher   |
| 2025 | Daredevil: Odrodzenie         | Frank Castle / Punisher   |

### Gry
| Rok  | Tytuł                               | Rola           |
| ---- | ----------------------------------- | -------------- |
| 2014 | Call of Duty: Advanced Warfare      | Decker         |
| 2019 | Tom Clancy’s Ghost Recon Wildlands  | Cole D. Walker |
| 2019 | Tom Clancy’s Ghost Recon Breakpoint | Cole D. Walker |